# لاين بلير
لاين بلير (بالإنجليزية: Iain Blair)‏ هو صحفي بريطاني، ولد في 12 أغسطس 1942 في غلاسكو في المملكة المتحدة، وتوفي في 3 يوليو 2011 في توركاي في المملكة المتحدة بسبب السكري.

## وصلات خارجية
- الموقع الرسمي
- لاين بلير على موقع IMDb (الإنجليزية)